# Lepidochrysops ansorgei
Lepidochrysops ansorgei är en fjärilsart som beskrevs av Tite 1959. Lepidochrysops ansorgei ingår i släktet Lepidochrysops och familjen juvelvingar. Inga underarter finns listade i Catalogue of Life.